# Зизифора крымская
Зизифо́ра кры́мская (лат. Ziziphóra taúrica) — вид растений рода Зизифора (Ziziphora) семейства Яснотковые (Lamiaceae).

## Ботаническое описание
Однолетнее растение высотой 6—30 см.
Стебель простой или чаще от основания ветвистый, красноватый, с приподнимающимися косо вверх направленными ветвями, опушенными, как и стебли, рассеянными короткими изогнутыми волосками.
Листья линейно-ланцетные, к основанию и к верхушке суженные, на довольно длинном или коротком черешке, шероховатом от рассеянных коротких волосков. Прицветные листья сходны со стеблевыми, но почти сидячие, превышающие по длине цветки или только чашечку.
Ложные мутовки пазушные, собранные в рыхловатые или довольно густые удлинённые колосовидные соцветия, расположенные на концах стеблей и ветвей; чашечка на короткой цветоножке или почти сидячая, длинно- и узкоцилиндрическая жёстковолосистая, с очень короткими треугольными зубцами. Венчик вдвое длиннее чашечки, с несколько выставленной из чашечки трубкой, расширяющейся в крупный отгиб. Прицветники короче венчика, но превышающие чашечку.
Семена длиной 1,3 мм, узкояйцевидные, серовато-коричневые.
Цветёт в мае—августе. Плоды созревают в августе—сентябре.

## Распространение и экология
Встречается в Крыму.
Предпочитает сухие, скалистые, щебнистые и глинистые склоны гор, холмы, галечники.

## Значение и применение
Растение содержит 0,5—1,5 % эфирного масла. Эфирное масло обладает высокой антимикробной активностью.
В качестве пряно-ароматического растения используется аналогично зизифоре головчатой.
Ценный медонос.

## Классификация
Вид Зизифора крымская входит в род Зизифора (Ziziphora) подсемейство Котовниковые (Nepetoideae) семейства Яснотковые (Lamiaceae) порядка Ясноткоцветные (Lamiales).
|  |                                      |  |                                                             |                                                             |                      |  | ещё 14 семейств (согласно Системе APG II) | ещё 14 семейств (согласно Системе APG II) |                           |  |  |  | ещё более 80 родов | ещё более 80 родов    |  |  |
|  |                                      |  |                                                             |                                                             |                      |  | ещё 14 семейств (согласно Системе APG II) | ещё 14 семейств (согласно Системе APG II) |                           |  |  |  | ещё более 80 родов | ещё более 80 родов    |  |  |
|  |                                      |  |                                                             | порядок Ясноткоцветные                                      |                      |  |                                           |                                           | подсемейство Котовниковые |  |  |  |                    | вид Зизифора крымская |  |  |
|  |                                      |  |                                                             | порядок Ясноткоцветные                                      |                      |  |                                           |                                           | подсемейство Котовниковые |  |  |  |                    | вид Зизифора крымская |  |  |
|  | отдел Цветковые, или Покрытосеменные |  |                                                             |                                                             | семейство Яснотковые |  |                                           |                                           | род Зизифора              |  |  |  |                    |                       |  |  |
|  | отдел Цветковые, или Покрытосеменные |  |                                                             |                                                             |                      |  |                                           |                                           |                           |  |  |  |                    |                       |  |  |
|  |                                      |  | ещё 44 порядка цветковых растений (согласно Системе APG II) | ещё 44 порядка цветковых растений (согласно Системе APG II) |                      |  |                                           | еще 7 подсемейств                         | еще 7 подсемейств         |  |  |  | ещё около 8 видов  |                       |  |  |
|  |                                      |  |                                                             | ещё 44 порядка цветковых растений (согласно Системе APG II) |                      |  |                                           |                                           | еще 7 подсемейств         |  |  |  |                    |                       |  |  |